# Tranciacavi

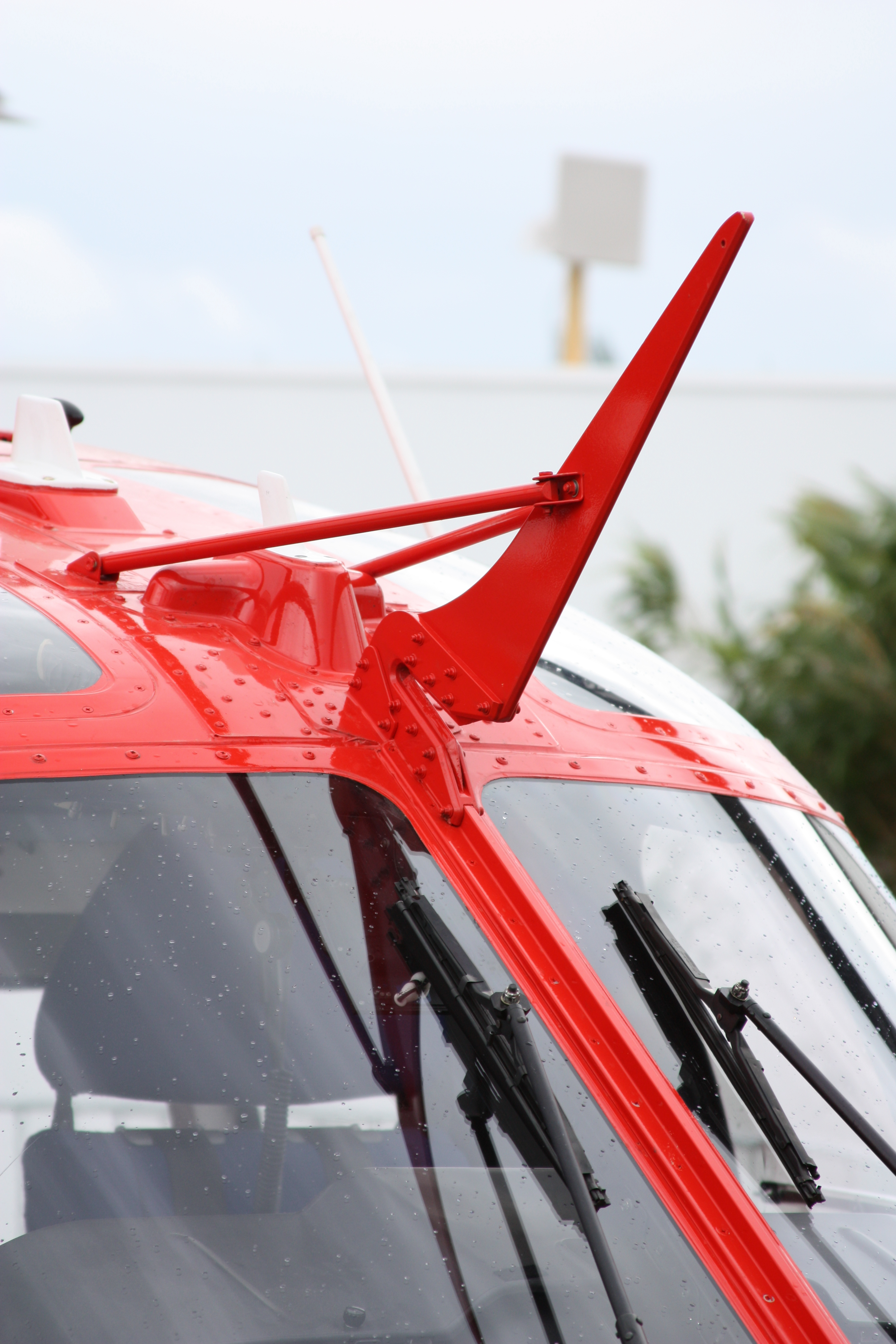
Un tranciacavi superiore, con il deflettore tra i due parabrezza

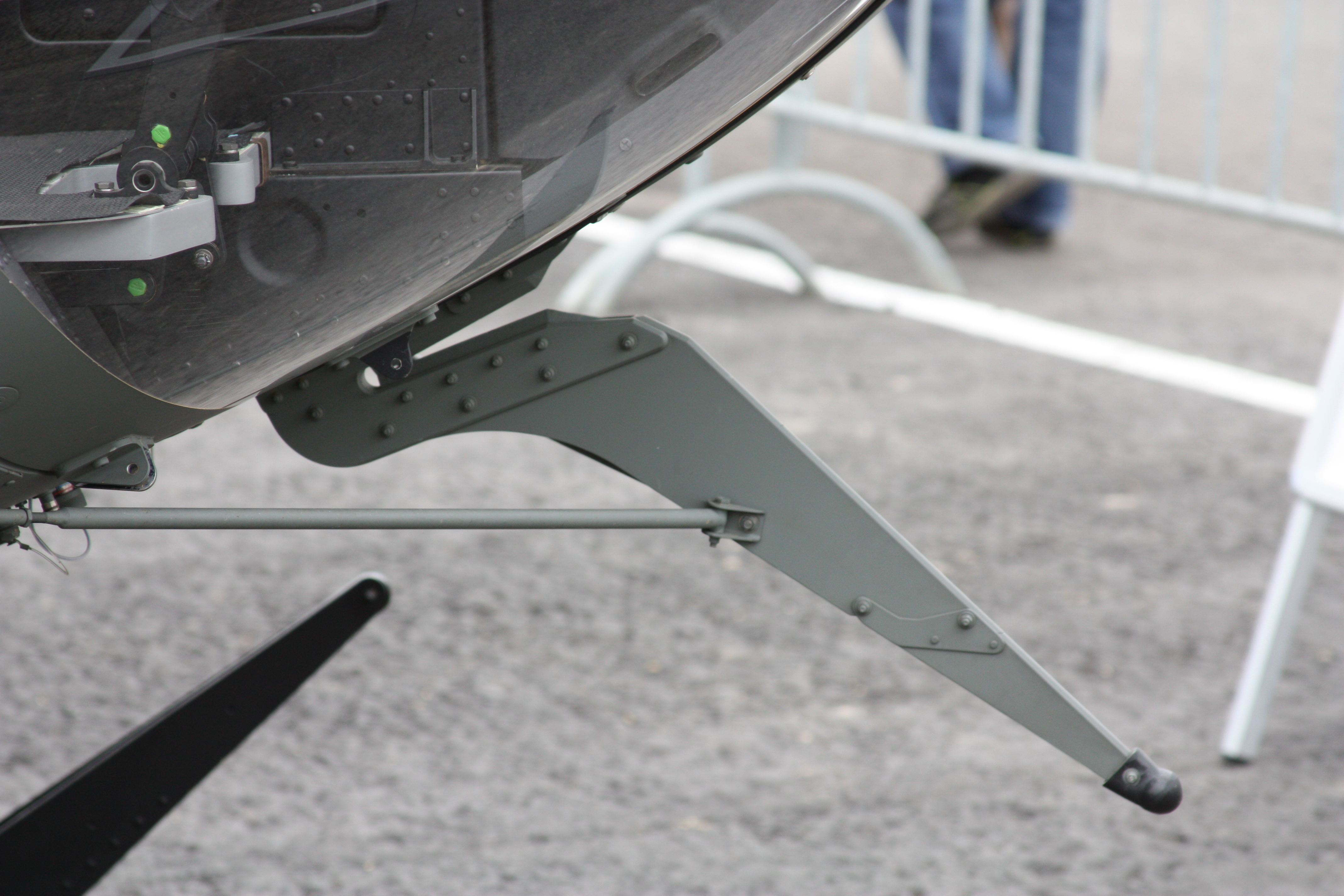
Un tranciacavi inferiore

Il wire strike protection system (in inglese "sistema di protezione dall'impatto con i cavi"), chiamato anche più comunemente tranciacavi o tagliacavi è un dispositivo di sicurezza in dotazione agli elicotteri per ridurre il rischio di incidenti potenzialmente fatali in caso di contatto con i cavi sospesi orizzontalmente, come quelli dell'alta tensione, di funivie o teleferiche, impedendo che questi possano impigliarsi nel rotore principale o nei pattini durante il volo a bassa quota.
A differenza di altri dispositivi elettronici di allarme che avvertono il pilota prima di un eventuale impatto (EGPWS), il tranciacavi è un accessorio meccanico ed agisce passivamente, solo a collisione già avvenuta e solo durante il volo traslato in avanti, utilizzando la forza propulsiva dell'elicottero.

## Descrizione
Il sistema WSPS è costituito solitamente da una cesoia installata sulla porzione superiore della fusoliera, una sulla parte inferiore, e da un deflettore posizionato tra i due parabrezza.
I tranciacavi hanno la funzione di sezionare il cavo, impedendo che l'elicottero rimanga impigliato all'ostacolo, mentre il deflettore serve a far scivolare il cavo lungo la fusoliera deviandolo verso le lame, evitando che il vetro si danneggi e imploda nell'impatto o che il cavo rimanga incastrato nei tergicristalli.
Per poter funzionare correttamente e imprimere la forza necessaria, l'elicottero deve viaggiare ad una velocità di almeno 30 nodi; l'angolo di impatto orizzontale non deve essere inferiore a 60°, mentre quello verticale deve essere ±5° rispetto al piano orizzontale. Nelle condizioni ottimali il WSPS taglia cavi fino a 10 mm di diametro.
Dopo un eventuale contatto con i cavi, l'intero sistema tranciacavi va sostituito.

## Storia
Il wire strike protection system fu sviluppato nel 1979 dalla canadese Bristol Aerospace, su commissione delle forze armate canadesi. Nei test il dispositivo fu equipaggiato su un Bell OH-58 Kiowa montato su un rimorchio trainato da un camion fino ad urtare un cavo orizzontale. Le prove diedero esito positivo, utilizzando cavi di vario spessore e a diverse velocità e angolazioni di impatto.
Anche negli Stati Uniti gli incidenti aerei dovuti ad impatto con i cavi sospesi rappresentavano un pericolo crescente verso la fine degli anni 70, a tal punto che il laboratorio di ricerca dell'esercito USA iniziò a condurre una serie di esperimenti presso il Lunar Landing Research Facility al Langley Research Center. Diversamente dai test canadesi però, l'elicottero fu sospeso ad un cavo in modo da farlo oscillare come un pendolo e impattare contro un cavo sospeso orizzontalmente.
Ulteriori prove sono state condotte negli anni successivi (1981-82) su un Bell UH-1 Iroquois e su un Bell AH-1 Cobra, riscontrando la necessità del deflettore centrale e di una cesoia inferiore, valutando anche l'assenza di interferenze elettromagnetiche con l'avionica di bordo o di eccessiva resistenza fluidodinamica durante il volo.

## Utilizzo
Con l'acquisizione della Bristol Aeroplane Company da parte della Magellan Aerospace, WSPS è diventato un marchio registrato di quest'ultima, che produce i tranciacavi per alcuni tra i più comuni modelli di elicottero (AW119, Bell 412, MD 900, Sikorsky S-76).
Successivamente anche altre compagnie hanno brevettato sistemi tranciacavi per altri modelli, ma dal funzionamento pressoché simile: Dart Aerospace (EC 135, AW139, AS 350, Bell 407), MD Helicopters, Eurocopter e Bell Helicopter Textron.
Considerata la sua utilità e il suo basso costo il dispositivo è diffuso sul 30% degli elicotteri.